# 李浑 (郕国公)
李浑（？—615年），字金才，原州平高县（今宁夏回族自治区固原市原州区）人，自称陇西郡成纪县（今甘肃省秦安县）人，北周、隋朝官员，申国公李穆第十子。

## 生平
初仕北周，任左侍上士，后归隋高祖杨坚，封安武郡公。高祖开皇十年（590年），晋王杨广出蕃扬州，李浑以骠骑将军从往。隋炀帝大业初年（605年），转右骁卫大将军、光禄大夫，册封郕国公。大业十一年（615年），李浑妻兄宇文述告李浑谋反，炀帝因讖言“李氏当为天子”，宗族三十余人皆诛死。
子李师闰，太中大夫、尚舍奉御、上柱国。李师闰生朝议郎、前行徐州沛县令李弌。李弌生三子：李嘉口，朝散郎、前行郢王府参军；李嘉口，口子文林郎；幼子李嘉礼，将仕郎。
在《隋唐演义》和《说唐》历史小说中，李浑被写成被杨坚所杀。